# Selección masculina de rugby 7 de Paraguay
La selección masculina de rugby 7 de Paraguay también llamada Yacarés VII es el equipo nacional de la modalidad de rugby 7 (7 jugadores).
Está regulada por la Unión de Rugby del Paraguay y compite en el Seven Sudamericano de Sudamérica Rugby desde su creación en el 2006. También se hace presente en varios de los torneos de verano de la región como los de Punta del Este, Viña del Mar y Mar del Plata entre los más importantes.

## Historia
Su primera competición internacional oficial fue el Seven Sudamericano Masculino 2006 disputado en Asunción obteniendo el cuarto puesto luego de perder frente al seleccionado de Uruguay en la definición por el tercer puesto.

## Uniforme
La camiseta del seleccionado de rugby 7 de Paraguay es blanca y roja en franjas horizontales y mangas rojas, una variante puede ser con laterales y mangas azules; short azul y medias a franjas horizontales rojas y blancas.

## Participación en copas
| - Challenger Series 2020: 16° puesto - Asunción 2006: 4º puesto - Viña del Mar 2007: 3º puesto - Punta del Este 2008: 7º puesto - São José dos Campos 2009: 6º puesto - Mar del Plata 2010: 6º puesto - Bento Gonçalves 2011: 5º puesto - Río de Janeiro 2012: 4º puesto - Río de Janeiro 2013: 7º puesto - Santa Fe 2015: 5º puesto - Santiago 2019: 4º puesto - Viña del Mar 2020: no participó - San José 2021: no participó - San José 2022: 4º puesto - Montevideo 2023: 6º puesto - Lima 2024: 4º puesto - Lima 2025: 7º puesto | - Santiago 2014: 6º puesto - Cochabamba 2018: 6º puesto - Asunción 2022: 6º puesto - Trujillo 2013: 3º puesto - Santa Marta 2017: 2º puesto - Valledupar 2022: no participó - Circuito Sudamericano 2016-17: no clasificó - Circuito Sudamericano 2018: 12º puesto (último) - Circuito Sudamericano 2019: 11º puesto |